# Rubus trux
Rubus trux är en rosväxtart som beskrevs av William Willard Ashe. Rubus trux ingår i släktet rubusar, och familjen rosväxter. Inga underarter finns listade i Catalogue of Life.